# Szinetár Miklós
Szinetár Miklós (Budapest, 1932. február 8. –) Kossuth-díjas és kétszeres Jászai Mari-díjas magyar színházi, opera-, televíziós- és filmrendező, forgatókönyvíró, érdemes és kiváló művész. A Magyar Állami Operaház korábbi főigazgatója, a Magyar Televízió egykori elnökhelyettese, a Halhatatlanok Társulata kuratóriumának elnöke, a Széchenyi Irodalmi és Művészeti Akadémia rendes tagja (2022).

## Életpályája
Huzella Elek irányítása alatt komponálni tanult, valamint énektanulmányokat folytatott Sallai József vezetésével. 1949–1952 között a Színház- és Filmművészeti Főiskola színházrendező szakán tanult. 1953–1960 között a Budapesti Operettszínház rendezője, majd főrendezője, 1953–2004 között a Színház- és Filmművészeti Főiskola tanára volt 51 évig. 1960–1962 között a budapesti Petőfi Színház művészeti vezetője. 1962–1971 között az MTV főrendezője, 1971–1974 között művészeti vezetője, 1974–1979 között művészeti igazgatója, 1979–1986 között elnökhelyettese, 1986–1990 között főrendezője.
1987–1990 között a Nemzeti Színház felépítésének kormánybiztosa. 1993–1996 között a Fővárosi Operettszínház igazgatója, 1996–2001 között, valamint 2002–2005 között az Operaház főigazgatója. 2000 óta az Operaház örökös tagja. 2003 óta a Kossuth-díj és a Széchenyi-díj Bizottságának tagja. 2004 óta professor emeritus. 2005 óta a Magyar Televízió főmunkatársa. 2007 óta a Tévés Művészek Társaságának elnöke.

## Családja
Törvénytelen gyermekként született, édesanyja Révész Malvin (asszonynevén Szinetár Ernőné, 1897–1986) addigra elvált Szinetár Ernő (1902–1996) debreceni születésű ideggyógyász és pszichoanalitikustól, aki négyéves korában fogadta örökbe Szinetárt. Anyja és három lánytestvére nevelte fel.
Apai nagyszülei, Szinetár Sámuel (1877–1944) fakereskedő és Goldstein Szeréna (1881–1944) a holokauszt áldozatai lettek.
Háromszor nősült. Első felesége cigány származású volt, második feleségével közös gyermekük Szinetár Gábor. Harmadszor Hámori Ildikó Kossuth-díjas színművészt vette feleségül, közös gyermekük: Szinetár Dóra Jászai Mari-díjas színész.
Családjával Budapest III. kerületében, a Csillaghegyen élnek.

## Könyvei
- Kalandjaim. Szubjektív dokumentumok; Magvető, Bp., 1988
- Így kell ezt!… Vagy másképp. Szinetár Miklós elmondja életét Kozák Gyulának; Balassi, Bp., 2003
- Röptében a világ körül; Helikon, Bp., 2003
- Operán innen, operán túl. Tudósítások, levelek, beszélgetések; Editorial, Bp., 2007
- Pályázat; Európa, Bp., 2012
- A második pályázat; Európa, Bp., 2013
- Senki többet? Pályázat harmadszor...; Európa, Bp., 2016
- A nagyvadak érdekelnek. Beszélgetések Szinetár Miklóssal; riporter László Ferenc; Magyar Állami Operaház, Bp., 2017 (Az Operaház örökös tagjai)
- 88; Noran Libro Kft., Bp., 2020
- 88 és fél; Noran Libro Kft., Bp., 2021
- Szinetár. Önéletrajz-szerűség és egyebek; Free Spirit Publishing, Bp., 2023
- Szinetár. Önéletrajz-szerűség és egyebek 2.; Free Spirit Publishing, Bp., 2024

## Színházi rendezései
- William Shakespeare: A windsori víg nők (1953)
- Abba Kovner: Álruhás kisasszony (1954)
- Fényes Szabolcs: Két szerelem (1954)
- Kálmán Imre: Csárdáskirálynő (1954, 1961)
- Kálmán Imre: A Montmartre-i ibolya (1955, 2005)
- Huszka Jenő: Szabadság, szerelem (1955)
- Sós György: Tékozló fiatalok (1956)
- Vernon Beste: Egy amerikai Londonban (1956)
- Kerekes János: Kard és szerelem (1957)
- Kemény Egon–Tabi László–Erdődy János: Valahol Délen Эгон Кемень: "Где-то на юге" - Szverdlovszki Zenés Komédia Színház, 1957. 06. 11.
- Bertolt Brecht: Koldusopera (1958, 1960, 1987, 1997, 2011)
- Tóth Miklós: Köztünk maradjon (1958)
- William Somerset Maugham: A királyért (1958)
- Auber: Fra Diavolo (1959, 1993, 2024)
- Nestroy–Heltai Jenő: Lumpáciusz Vagabundusz avagy a három jómadár (1959)
- Miljutyin: Nyugtalan boldogság (1959)
- Kacsóh Pongrác: János vitéz (1959)
- Jacques Offenbach: Szép Heléna (1959, 1994)
- Gáspár Margit: Égiháború (1960)
- Gioachino Rossini: Ory grófja (1960)
- Mozart: Così fan tutte (Mind így csinálják) (1960, 1970, 1979, 1991)
- Hubay Miklós: Egy szerelem három éjszakája (1961, 1970)
- Kállai István: Az igazság házhoz jön (1961)
- Mándy Iván: Mélyvíz (1961)
- Shakespeare: Rómeó és Júlia (1962)
- Petrovics Emil: C'est la guerre (1962)
- Kozma József: Elektronikus szerelem (1963)
- Shakespeare: Szentivánéji álom (1963)
- Elbert–Mészöly: Legenda a dicsőséges feltámadásról úgy, amint azt a Szent Evangéliumokból összeszedegette és megverselte: Wilkowiecki Mikolaj páter czestochowai szerzetes barát, az Úrnak 1575. esztendejében (1964)
- Luigi Pirandello: Az ember, az állat és az erény (1964)
- Honegger: Johanna a máglyán (1964)
- Gorkij: A nap fiai (1965, 1967)
- Brecht: Ember, ember, egykutya (1965)
- Max Frisch: Ha egyszer Hotz úr dühbe gurul (1965)
- Offenbach: 66-os szám (1965)
- Kodály Zoltán: Székelyfonó (1965)
- Giacomo Puccini: Turandot (1965, 1974, 1989, 1991)
- Kodály: Háry János (1966, 1969–1970)
- Gounod: Faust (1966, 1969, 1984–1985)
- Mozart: A varázsfuvola (1966)
- Ifj. Johann Strauss: A denevér (1967, 2001–2002)
- Ifj. Johann Strauss: A cigánybáró (1967)
- Giuseppe Verdi: Don Carlos (1967)
- Erkel Ferenc: Bánk bán (1968)
- Osztrovszkij: Jövedelmező állás (1968)
- Muszorgszkij: Borisz Godunov (1971, 1999)
- Erkel Ferenc: Hunyadi László (1972, 2003)
- Henrik Ibsen: A nép ellensége (1972, 1978)
- Beethoven: Fidelio (1975)
- George Bernard Shaw: Szent Johanna (1975)
- Kander-Ebb: Kabaré (1976–1977)
- Madách Imre: Az ember tragédiája (1976)
- Hernádi Gyula: Szép magyar komédia (1977)
- Umberto Giordano: Andrea Chénier (1978)
- Szophoklész: Antigoné (1979)
- Molière: Don Juan, avagy a Kőszobor lakomája (1980)
- Székely János: Hugenották (1980)
- Romhányi József: Eszterházi rögtönzés (1980)
- Cimarosa: Il maestro di capella (1980)
- Bizet: Carmen (1980, 1985, 2000)
- Székely János: Protestánsok (1980)
- Offenbach: Hoffmann meséi (1981)
- Verdi: A trubadúr (1983)
- Schiller: Don Carlos (1984)
- Molière: Tartuffe (1984)
- Pater–Kazimierz: Legenda a dicsőséges feltámadásról (1985)
- Rossini: A sevillai borbély (1986, 2003)
- Calderón de la Barca: Az élet álom (1986)
- Schönberg: A nyomorultak (1987)
- Mozart: Figaro házassága (1987)
- Nagy Ignác: Tisztújítás (1989, 2001, 2007, 2009)
- Richard Wagner: Tannhäuser (1990)
- Ábrahám Pál: Viktória (1990)
- Molnár Ferenc: Játék a kastélyban (1991)
- Molière: Az úrhatnám polgár (1992)
- Mascagni: Parasztbecsület (1994)
- Leoncavallo: Bajazzók (1994)
- Lehár Ferenc: A víg özvegy (1995, 2004)
- Porter: Csókolj meg, Katám! (1996)
- Verdi: Rigoletto (2005)
- Bartók Béla: A kékszakállú herceg vára (2006)
- Molnár Ferenc: A hattyú (2009)
- Fall: Madame Pompadour (2010)
- Verdi: Macbeth (2011)
- Euripidész: Iphigeneia Auliszban (2012)
- Boldizsár – Szörényi – Bródy: István, a király (2021)
- Lehár Ferenc - Kállai István: A víg özvegy (2022, 2023)

## Filmjei

### Tévéfilmek
- Éjszakai repülés (1963)
- Baleset (1967)
- Bánk bán (1968. augusztus 19.)
- Halálnak halálával (1969)
- Az ember tragédiája (1969)
- Igéző (1970)
- Dosztojevszkij: A bűnös (1971)
- Molière: Sganarelle, avagy a képzelt szarvak (1972)
- Molière: Férjek iskolája (1972)
- Dunakanyar (1974)
- Trisztán (1975)
- Zenés TV Színház (1975–1998)
  - Gianni Schicchi (1975)
  - A sevillai borbély (1977)
  - Szöktetés a szerájból (1980)
  - A kékszakállú herceg vára (1981)
  - Hoffmann meséi (1984)
  - Figaro házassága (1987)
  - Johann Strauss: A denevér (1988)
  - Fidelio (1991)
  - Così fan tutte (1998)
- A trónörökös (Der Kronprinz), magyar–osztrák–NSZK koprodukció (1989)

| - Rózsa Sándor (1971) - Aranyborjú 1-3 (1974) - Liszt Ferenc (1982) | - Délibáb minden mennyiségben (1961) - Háry János (1965) - Csárdáskirálynő (1971) - Az erőd (1979) |

## Díjai, elismerései
- Jászai Mari-díj (1956, 1961)
- Érdemes művész (1967)
- Kossuth-díj (1970)
- Unda-díj (1970)
- monte-carlói Arany Nimfa-díj (1970)
- prágai tv-fesztivál legjobb rendezésért járó díja (1970)
- Balázs Béla-díj (1974)
- Kiváló művész (1978)
- A moszkvai filmfesztivál Béke-díja (1979)
- trieszti Ezüst Asteroid-díj (1980)
- A Magyar Állami Operaház örökös tagja (2000)
- Pro Urbe Budapest (2001)
- Kálmán Imre-emlékplakett (2001)
- A Magyar Állami Operaház Mesterművésze (2003)
- Új Múzsa-díj (2003)
- Demény Pál-emlékérem (2005)
- Radnóti Miklós antirasszista díj (2009)
- Gundel művészeti díj (2009)
- Hazám-díj (2011)
- Prima díj (2012)
- Budapest díszpolgára (2017)[9]
- Óbuda-Békásmegyer díszpolgára (2022)[10]